# Vase (heraldisk symbol)

En vase som talande vapenbild i staden Vasas vapen.

Vase (uttalas så att det rimmar på "klase") har inom heraldiken bland annat förekommit i vapnet för den tidigare svenska och polska kungaätten Vasa, och har av den anledningen även sedan ätten utslocknade i Sverige ofta använts i statlig svensk symbolik. Vasaättens vapen ingår sedan 1818 återigen i Sveriges stora riksvapen. Vasen har använts som symbol även exempelvis av det statliga svenska fastighetsbolaget Vasakronan och av flera släkter, både adliga och ofrälse.
Ordet vase avser ett knippe av ris eller grenar och var på fornsvenska vasi. Ordet förekommer i modern svenska i ord som risvase och stormvase. Ordets etymologi bortom det är oklar men det har kopplats samman med latinets fasces, plural för fascis, som betyder "bunt" eller "knippa", även om denna koppling är omdiskuterad. Att vapenbilden har kallats vase beror förmodligen på att man har förknippat den framför allt med stormvasar.

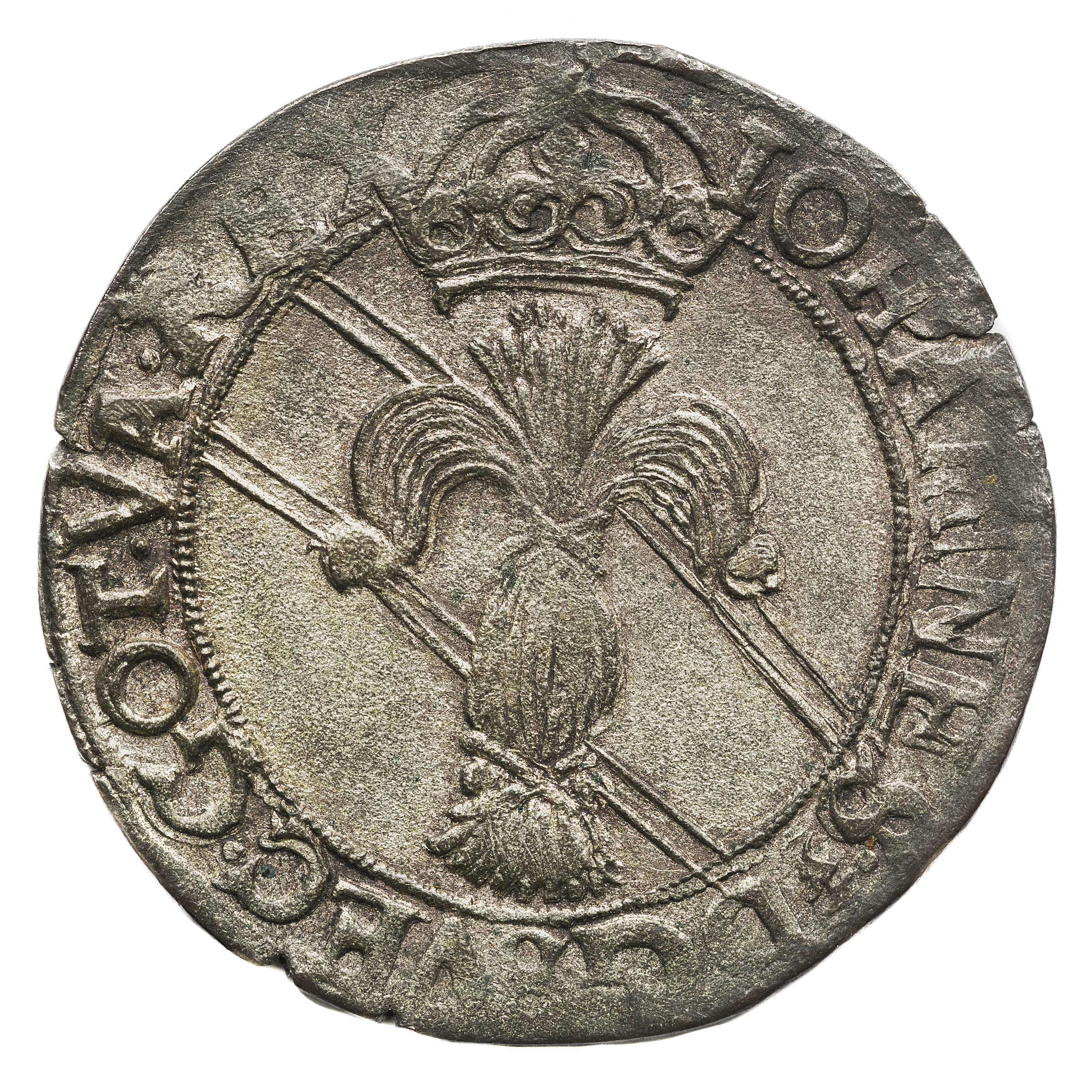
Mark från 1592.

Huruvida symbolen i ätten Vasas vapen från början verkligen avsåg att avbilda en sådan vase är under ständig diskussion bland heraldiker och andra historiker. Medan den under sent 1500-tal och framåt ofta tog formen av en sädeskärve, visar de medeltida framställningarna av speciellt vasaättens vapensköld ett knippe av okänt slag och i ett fall något som möjligen kan tolkas som ett murankare. Att framställa en vase som en sädeskärve anses numera oriktigt. Att den ofta har utformats som en sädeskärve har dock gjort att den som svensk symbol ibland har kallats för "vasakärven".
Vasakärvens starka symbolvärde bidrog till att den under 1930- och 1940-talet användes av fascistiska och nazistiska grupperingar, såsom bland annat Sven-Olov Lindholms parti Svensk socialistisk samling, de så kallade "lindholmarna", men den användes vid samma tid också av demokratiska politiska organisationer såsom Svenska Landsbygdens Kvinnoförbund, nuvarande Centerkvinnorna. Även Nationalsocialistisk front, verksam ca 1984-2008, använde vasakärven i sin partisymbol.